# سليمان علي
سليمان علي (1957-) هو فنان تشكيلي فلسطيني ولد في مدينة دمشق، تنحدر عائلته من بلدة بئر يوسف قضاء صفد وهجرت إلى خان الشيح عام 1948 نتيجة النكبة. تلقى تعليمه الابتدائي والإعدادي في مدارس الأونروا، وأكمل المرحلة الثانوية في مدرسة ابن رشد. حصل على دبلوم دراسات عليا بامتياز في تخصص التصوير الجداري من المعهد العالي للفنون الجميلة بجامعة دمشق. بدأ العمل في سلك التعليم الأكاديمي في معاهد الفنون الجميلة في الجزائر ما بين 1983-1992.
عمل مدرسا في معهد إعداد المدرسين بدمشق، و أستاذ محاضر في كلية الهندسة المعمارية بجامعة دمشق، ثم عمل موجه اختصاصي للتربية الفنية في وزارة التربية السورية، سبق للفنان العمل كمصمم ومخرج فني ورسام كاريكاتير في العديد من المجلات الفلسطينية والعربية، حائز على العديد من الجوائز وشهادات تقدير. رسم وشارك في العديد من المعارض الفردية والجماعية خلال الفترة من (1982-2017). وهو عضو في الاتحاد العام للفنانين التشكيليين الفلسطينيين. يعيش ويعمل حالياً في هولندا. 

## أسلوبه الفني
كانت أعمال سليمان منصور علي تركز على البحث والتجريب للوصول إلى تقنية وأسلوب خاص به، واستمد مواضيع أعماله الأولى من الذاكرة وذكريات الطفولة في مخيمات اللجوء. تميزت مرحلة الواقعية الرمزية التي جسدت معظم أعماله بمواضيع عن الحنين والغربة والمعاناة، وانعكست تلك الأفكار في عدد من أعماله الشهيرة. كان أسلوبه في تلك الفترة مزيجاً من التمثيل الواقعي للمكان مع دلالات رمزية. وبعد انتقاله إلى هولندا ركز سليمان على المواضيع الرمزية المستمدة من الذاكرة. اعتمد تقنية الألوان الزيتية التي تسهل عملية التعبير عن الأفكار والأحاسيس بشكل مباشر.

## معارضه الفردية
- غاليري MEDBORGERHUSET في كوبنهاغن، بمناسبة يوم الثقافة السورية عام 2003.[2]
- صالة MORGAGNI L.S. في فينيسيا، بمناسبة يوم الثقافة السورية عام 2004.
- معرض بدون عنوان في صالة الاتحاد للفنانين التشكيليين الفلسطينيين بدمشق عام 2013.

## معارضة الجماعية
شارك سليمان في العديد من المعارض، منها:
- صالة الشعب، بمناسبة عيد الفنانين التشكيليين الفلسطينيين عام 2002.
- غاليري MERBOS في هولندا من 1998-2005.
- المركز الثقافي في مدينة أورنس عام 2013.
- صالة الشام، برعاية وزارة الثقافة، دمشق عام 2015.
- المركز الثقافي، بدعوة من الجالية الفلسطينية في إيران عام 2016.

## مقتنياته
اقتنت عدة مؤسسات أعمال سليمان ومنها: المركز الثقافي في كوبنهاغن، المركز الثقافي السوري، وزارة الثقافة السورية، وصالات الفن في طهران.